# The Blair Witch Project
The Blair Witch Project er en amerikansk horrorfilm fra 1999, som er instrueret af Daniel Myrick og Eduardo Sánchez. Filmen handler om tre unge filmskole-studerende - spillet af Heather Donahue, Michael C. Williams, og Joshua Leonard - der tager på vandretur i Black Hills-skovområdet nær Burkittsville i Maryland i 1994 for at optage en reportage om den lokale skrøne om heksen kaldet "The Blair Witch". De tre studerende vender aldrig tilbage efter deres tur, men deres udstyr og optagelser findes i skoven et år senere og de fundne optagelser udgør dermed filmen.
Myrick og Sánchez fandt på idéen om den fiktive skrøne om Blair Witch i 1993, og efter videreudvikling gik filmen i produktion i oktober 1997 med otte planlagte optage-dage i Maryland. Omkring 20 timers materiale blev optaget, som senere blev klippet sammen til 82 minutters film.
The Blair Witch Project havde premiere på Sundance Film Festival ved midnat den 23. januar 1999. Som en af de første film nogensinde gjorde filmen, med hjælp fra internettet, brug af online PR-marketing og som en yderligere promovering blev skuespillerne i filmen rygtet som værende forsvundet eller afdøde, hvilket var med til at så tvivl om, hvorvidt hændelserne i filmen var virkelige. Efter en positiv modtagelse på Sundance, blev filmen i juli 1999 udgivet globalt til yderligere positive anmeldelser.
Filmen anerkendes for at have genopfundet "found footage"-teknikken, som senere er blevet brugt i succesfulde horrorfilm såsom Paranormal Activity-serien (2007+) og Cloverfield (2008). Til trods for en tvivlende opstart og et lille budget, har The Blair Witch Project indtjent ca. 1,5 mia. kr. verdenen over, hvilket gør den til en af mest succesfulde independent film gennem tiderne, og en af de bedst indtjente horrorfilm nogensinde, ligesom at filmen anses som en kultfilm. Filmens succes har siden ført til to efterfølgere, Book of Shadows (2000) og Blair Witch (2016), bøger, tegneserie og videospil baseret på filmen.

## Produktion
I 1993, mens de stadig var studerende på filmskolen ved University of Central Florida, blev Daniel Myrick og Eduardo Sánchez inspireret til at lave filmen efter de indså at de fandt dokumentarer om paranormale fænomener mere skræmmende end traditionelle horrorfilm. De to besluttede sig for at lave en film, som kombinerede begge elementer. For at kunne producere filmen, gik de, sammen med Gregg Hale, Robin Cowie og Michael Monello, sammen om at lave produktionsselskabet Haxan Films. Navnet på selskabet var en reference til den danske filminstruktør Benjamin Christensens gyser-stumfilm fra 1922, Häxan.
Myrick og Sánchez skrev og udviklede et 35 sider langt manuskript til filmen med intentionen om at meget af dialogen i filmen skulle improviseres. De annoncerede herefter indkaldelse til audition gennem magasinet Backstage, hvor de specifikt søgte skuespillere med gode evner inde for improvisering. Efter første auditionsrunde havde direktørene fået indskærpet antallet af kandidater til rollerne til omkring 2000 skuespillere.
Arbejdstitlen var "The Black Hills Project". Filminstruktørerne brugte mange inspirationskilder til udviklingen af myten bag filmen. Flere af filmens personer er anagrammer: Elly Kedward (The Blair Witch) er Edward Kelly, en middelaldermystiker. Rustin Parr, den fiktive børnemorder fra 1940'erne, begyndte som et anagram for Rasputin . De viste filmens investorer en 8 minutter lang dokumentarfilm om Blair Witch-legenden, som om den var virkelig, sammen med avisartikler og nyhedsoptagelser.
Filmoptagelserne begyndte i oktober 1997 og varede en uge. Det meste af filmen blev optaget i Seneca Creek State Park i Montgomery County, Maryland, og et par af scenerne blev optaget i byen Burkittsville. Mange af de indbyggere i byen, der bliver interviewet i filmen, var ikke skuespillere, og nogle af dem påstod at have hørt om Blair Witch-legenden, selvom historien var opfundet af de to filmfolk. Den kvindelige hovedrolleindehaver, Heather Donahue, havde ingen erfaring med et filmkamera og fik kun et to-dages lynkursus. Det kan have haft indflydelse på filmens rystende, håndholdte stil. Donahue har sagt, at hun byggede sin rolle op efter en instruktør, hun engang arbejdede sammen med og nævnte personens selvsikkerhed - og forvirring i en krisesituation.
Under filmoptagelserne fik skuespillerne fingerpeg om stedet for de næste scener i mælkekasser, som de skulle finde ved hjælp af GPS. Skuespillerne fik individuelle instruktioner, som de kunne bruge i improvisationen. Instruktørerne rationerede deres mad. Det gav allergi hos Heather under optagelserne. Til scenen med de ligdele, blev der hentet tænder fra en tandlæge i Maryland. Instruktørernes metode med at flytte skuespillerne meget rundt i løbet af dagen, forstyrre dem om natten og fratage dem mad, var inspireret af produceren Greg Hales erindringer om sin militærtræning, hvor "fjendtlige soldater" jagtede rekrutterne rundt i vildmarken i tre dage.
Det blev til næsten 19 timers optagelser, der skulle redigeres til 90 minutter. Klippeprocessen tog mere end 8 måneder. Oprindeligt var håbet, at filmen kunne få premiere på kabel-tv, og instruktørerne regnede ikke med bred distribution. Filmskaberne investerede omkring $35.000 i filmen. Distributionsselskabet Artisan Entertainment købte filmen for $1.1 million og brugte $25 millioner på lanceringen. Skuespillerne fik aftale om at få en lille del af indtjeningen.

## Handling
Tre filmskolestuderende, Heather Donahue, Michael Williams og Joshua Leonard, forsvinder i oktober 1994 under optagelserne af en dokumentarfilm om Blair Witch-legenden, der handler om et væsen, der spøger i skovene nær Burkittsville, Maryland. Deres lig blev aldrig fundet, men efter et år dukker deres filmudstyr og optagelser op, og filmen udgøres af fragmenter fra disse optagelser.
Filmen er optaget i en blanding af farvefilm og sort-hvid med rystet håndholdt kamera og kun naturligt lys. Filmen indeholder de optagelser, der skulle være brugt i de tre hovedpersoners dokumentarfilm, men hovedparten af filmen viser de filmstuderende flakke om i skoven. Indimellem skifter synsvinklen til en slags "sindsstemnings-optagelser" (optagelser uden personer, hvor man blot ser omgivelserne) mens lydsporet fortsætter.
De farer hurtigt vild i skoven. Deres situation forværres, da Michael i frustration smider deres eneste kort over området i floden uden at fortælle det. I flere dage sker der en række skrækindjagende og overnaturlige begivenheder, der tager modet fra dem. I en scene vandrer de tre i mere end en halv dag, for blot at komme tilbage til det sted, de startede.
Det antydes, at de tre studerende dør, og der er spor i filmen om hvordan og hvorfor, men en stor del af plottet er åbent for seerens fortolkning - også slutscenen. Der gives kun få konkrete tegn på deres endelige skæbne.

## Udgivelse
Filmen blev kraftigt markedført på internettet, og dele af filmen blev vist i USA på Independent Film Channel. Det medførte heftige diskussioner på internettet om filmens autenticitet. Nogle spekulerede på, om noget af entusiasmen i virkeligheden var genereret af filmselskabet. Filmen havde et usædvanligt modtageligt publikum på Sundance Film Festival i 1999, hvor det skabte avisoverskrifter, da filmen blev solgt.
Filmplakaten og anden reklame blev lavet for at forstærke "dokumentar"-konceptet, og mange troede på, at filmen var en dokumentarfilm, og at de tre hovedpersoner i virkeligheden var forsvundet i skoven nær Burkittsville i Maryland. For at forstærke denne opfattelse, sendte den amerikanske Sci-Fi Channel en falsk dokumentar, Curse of the Blair Witch, der gav sig ud for at undersøge legenden, før filmen fik premiere. Programmet indeholdt interview med venner og familie til de forsvundne studenter, eksperter i det paranormale samt lokale historikere (alt sammen opdigtet). Dette blev gjort så effektfuldt, at de tre skuespillere en tid blev listet som "forsvundet, muligvis døde" personer på Internet Movie Database. Under filmfestivalen i Cannes satte filmens producere plakater op med efterlysning af de tre skuespillere som "savnede". Plakaterne blev dog taget ned dagen efter, da en filmmand blev kidnappet (han blev senere fundet i god behold).

## Modtagelse
The Blair Witch Project indtjente mere end US$ 160 millioner i USA og $248 millioner på verdensplan. I Danmark solgte filmen 86.755 biografbilletter. Filmen blev optaget i Guinness Rekordbog som den mest profitable film nogensinde i forhold mellem omkostninger og indtjening. Den tjente mere end US$10.000 for hver dollar, der var brugt.
Websitet Rotten Tomatoes har links til 102 filmanmeldelser, hvoraf 84% er positive. Den anerkendte amerikanske filmkritiker Robert Ebert gav filmen fire stjerner i Chicago Sun Times og kaldte det "en usædvanligt effektiv horrorfilm". Filmen er med på listen over de 50 bedste filmslutninger nogensinde på Filmcritic.com. Anmelderne roste især Heather Donahues undskyldning sidst i filmen for at kunne skabe "mareridt i mange år fremover", og Ebert sammenlignede den med Robert Scotts sidste dagbogsnotater inden han frøs til døde på Antarktis. Donahue har udtalt, at der var så voldsomme reaktioner på filmen, at hun oplevede truende sammenstød og problemer med at få nye job.
The Blair Witch Project anses for at være den første større filmpremiere, der primært er blevet markedsført på internettet. I efteråret 2000 blev der lanceret en efterfølger, Book of Shadows: Blair Witch 2, der dog i overvejende grad blev dårligt anmeldt. En tredje blev annonceret samme år, men er endnu (2011) ikke blevet til noget.

### Taglines
- Scary as hell.
- Everything you've heard is true.

## Andet
- Det tog kun en uge at indspille filmen.
- Filmselskabet Haxan Films lånte sit navn fra Benjamin Christensens heksedokumentar Heksen fra 1922, som inspiration til filmen.
- Skuespillerne fik bare et 35 siders ”manus” om mytologien bag plottet, før de begyndte indspilningen. Alle replikkerne blev improviseret og næsten hele handlingen var ukendt for de tre skuespillerne på forhånd.
- Ordet «fuck» bruges 133 gange i filmen
- De tre skuespillere, Heather Donahue, Joshua Leonard og Michael C. Williams, stod bag næsten hele filmningen selv.
- Det kostede 22.000 amerikanske dollars at lave filmen, som indtjente 240,5 millioner dollars.